# Știubieni
Ştiubieni é uma comuna romena localizada no distrito de Botoşani, na região de Moldávia . A comuna possui uma área de 48.89 km² e sua população era de 2906 habitantes segundo o censo de 2007.